# Serra da Jacobina
A serra da Jacobina é uma cadeia montanhosa localizada na microrregião de Senhor do Bonfim, no norte do estado da Bahia, congregando um complexo de serras ao longo de 220 quilómetros de extensão.
A região tem grande potencial para extração de minérios e pedras preciosas, com particular destaque para as atividades de garimpo de esmeraldas nos municípios de Pindobaçu e Campo Formoso.